# McLeansville
McLeansville is een plaats (census-designated place) in de Amerikaanse staat North Carolina, en valt bestuurlijk gezien onder Guilford County.

## Demografie
Bij de volkstelling in 2000 werd het aantal inwoners vastgesteld op 1080.

## Geografie
Volgens het United States Census Bureau beslaat de plaats een oppervlakte van
16,8 km², geheel bestaande uit land. McLeansville ligt op ongeveer 228 m boven zeeniveau.

## Plaatsen in de nabije omgeving
De onderstaande figuur toont nabijgelegen plaatsen in een straal van 16 km rond McLeansville.